# هيلدر غويديس
هيلدر تياغو بينتو مورا غويديس (بالبرتغالية: Hélder Tiago Pinto Moura Guedes)، مواليد 7 مايو 1987)، لاعب كرة قدم برتغال. في خط الهجوم لعب سابقاً مع نادي الظفرة في دوري الخليج العربي.

## الظفرة
كان يلعب في نادي ريو أفي البرتغالي و وقع مع نادي الظفرة في عام 2018 بعد انتهاء عقده مع النادي البرتغالي و لكن تم الاستغناء عنه بعد مباراة واحدة بسبب الإصابة .

## وصلات خارجية
- هيلدر غويديس على موقع الاتحاد الدولي (مؤرشف)  (الإنجليزية)
- هيلدر غويديس على موقع قاعدة بيانات كرة القدم.إي يو (الإنجليزية)
- هيلدر غويديس على موقع Soccerway.com (الإنجليزية)
- هيلدر غويديس على موقع AS.com (الإسبانية)
- هيلدر غويديس